# Iran–Contras-affären

President Ronald Reagan med (vänster till höger) försvarsminister Caspar Weinberger, utrikesminister George Shultz, justitieminister Edwin Meese och stabschef Donald Regan diskuterar presidentens kommentarer om Iran-Contras-affären i Ovala rummet, 25 november 1986.

Iran–Contras-affären, även kallat Irangate, var en politisk skandal i USA som uppdagades i november 1986. Under Ronald Reagans presidentskap hade högre regeringstjänstemän i hemlighet underlättat försäljning av vapen till Iran, som var föremål för ett vapenembargo. Vissa amerikanska tjänstemän hoppades också på att vapenförsäljningen skulle säkra frisläppandet av gisslan och tillåta amerikanska underrättelsetjänster att finansiera nicaraguanska Contras. Enligt Boland Amendment hade ytterligare finansiering av Contras av regeringen förbjudits av kongressen.

## Bakgrund
Skandalen började som en operation för att frigöra sju amerikanska gisslan som hölls av en grupp med band till Islamiska revolutionsgardet. Det var planerat att Israel skulle skicka vapen till Iran, och då skulle USA proviantera Israel och få den israeliska betalningen. De iranska mottagarna lovade att göra allt som stod i deras makt för att uppnå frisläppande av den amerikanska gisslan. Planen förvärrades till en 'vapen-för-gisslan'-plan där medlemmar av den verkställande makten sålde vapen till Iran i utbyte mot frigivning av de amerikanska gisslan. Stora ändringar i planen hade utarbetats av överstelöjtnant Oliver North i det Nationella säkerhetsrådet i slutet av 1985, i vilken en del av intäkterna från vapenförsäljningen avleddes för att finansiera antisandinisterna och antikommunistiska rebeller eller Contras i Nicaragua.
Då president Ronald Reagan var en supporter av Contras, hittades inte några avgörande bevis som visade att han godkände avledningen av medel från den iranska vapenförsäljningen till Contras. Till denna dag är det oklart exakt vad Reagan visste och när, och om vapenförsäljning motiverades av hans önskan att rädda den amerikanska gisslan. Efter vapenförsäljningen avslöjades i november 1986 talade Reagan på nationell TV och konstaterade att vapenöverföringarna faktiskt hade förekommit, men att USA inte bytt vapen mot gisslan. Utredningen försvårades när stora volymer av dokument som rörde skandalen förstördes eller undanhölls för utredare av Reaganadministrationens tjänstemän. Den 4 mars 1987 återvände Reagan till etern i ett nationellt TV-tal där han tog fullt ansvar för eventuella åtgärder som han inte kände till, och erkände att "det som började som en strategisk öppning till Iran försämrades i dess genomförande, till en vapenhandel mot gisslan."
Flera utredningar följde, inklusive den av USA:s kongress och den av Reagans utsedda Towerkommissionen. Ingen av dem fann några bevis för att president Reagan själv visste omfattningen av de flera programmen. Till slut åtalades fjorton tjänstemän, inklusive dåvarande försvarsminister Caspar Weinberger. Detta resulterade i elva fällande domar, av vilka några överläts efter överklagande. Resten av de som åtalats eller dömts blev alla benådade under de sista dagarna av George H.W. Bushs presidentskap. Bush hade varit vicepresident vid tiden för affären.